# Léa
Pour les articles homonymes, voir Lea et Leah.
Léa (hébreu : לֵאָה) ou Léah est un personnage de la Genèse, le premier livre de la Bible. Elle est la cousine et la première femme de Jacob.

## Récit biblique
Léa est la fille de Laban et la sœur de Rachel qui reste la préférée de Jacob. Léah « avait le regard délicat». Le récit biblique raconte que Dieu lui a accordé la fécondité alors que Rachel était plus aimée. Même si elle avait le regard terne, ses yeux étaient d'une pureté infinie.
Elle donna à Jacob six fils, Ruben, Siméon, Lévi, Juda, Issachar et Zébulon, et une fille, Dinah. Elle est enterrée par son époux auprès duquel elle repose au tombeau des Patriarches à Hébron.

## Étymologie du nom
Le nom de Léah peut signifier « la Fatiguée, mal aimée, dépressive » (de l'Hébreu le'ah). Le sens de « vache sauvage », issu de l'akkadien (cf. sa sœur Rachel : brebis), a aussi été suggéré ; il pourrait être apparenté au nom arabe Lu'ayy لؤي : petit taureau sauvage, porté par un ancêtre de Mahomet.

## Postérité
- Léah figure parmi les 1 038 femmes référencées dans l'œuvre d’art contemporain The Dinner Party (1979) de Judy Chicago. Son nom y est associé à Judith[2],[3].

## Galerie

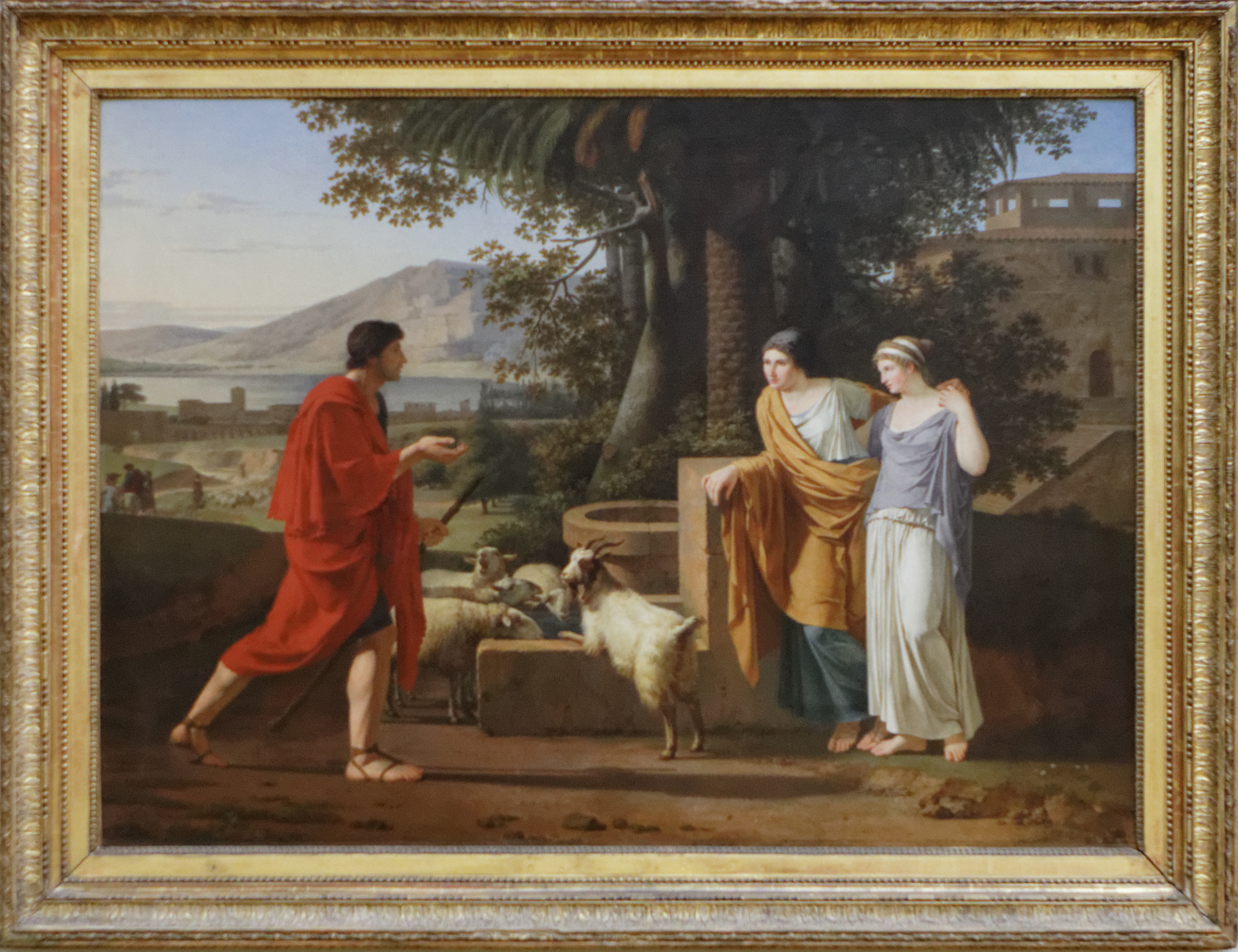
Jacob venant trouver les filles de Laban de Louis Gauffier.
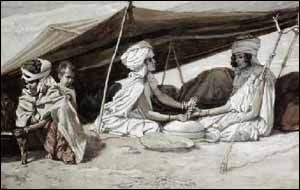
Rachel et Léah de JamesTissot, 1836-1902 Musée juif (New York)